# Fabian Arends

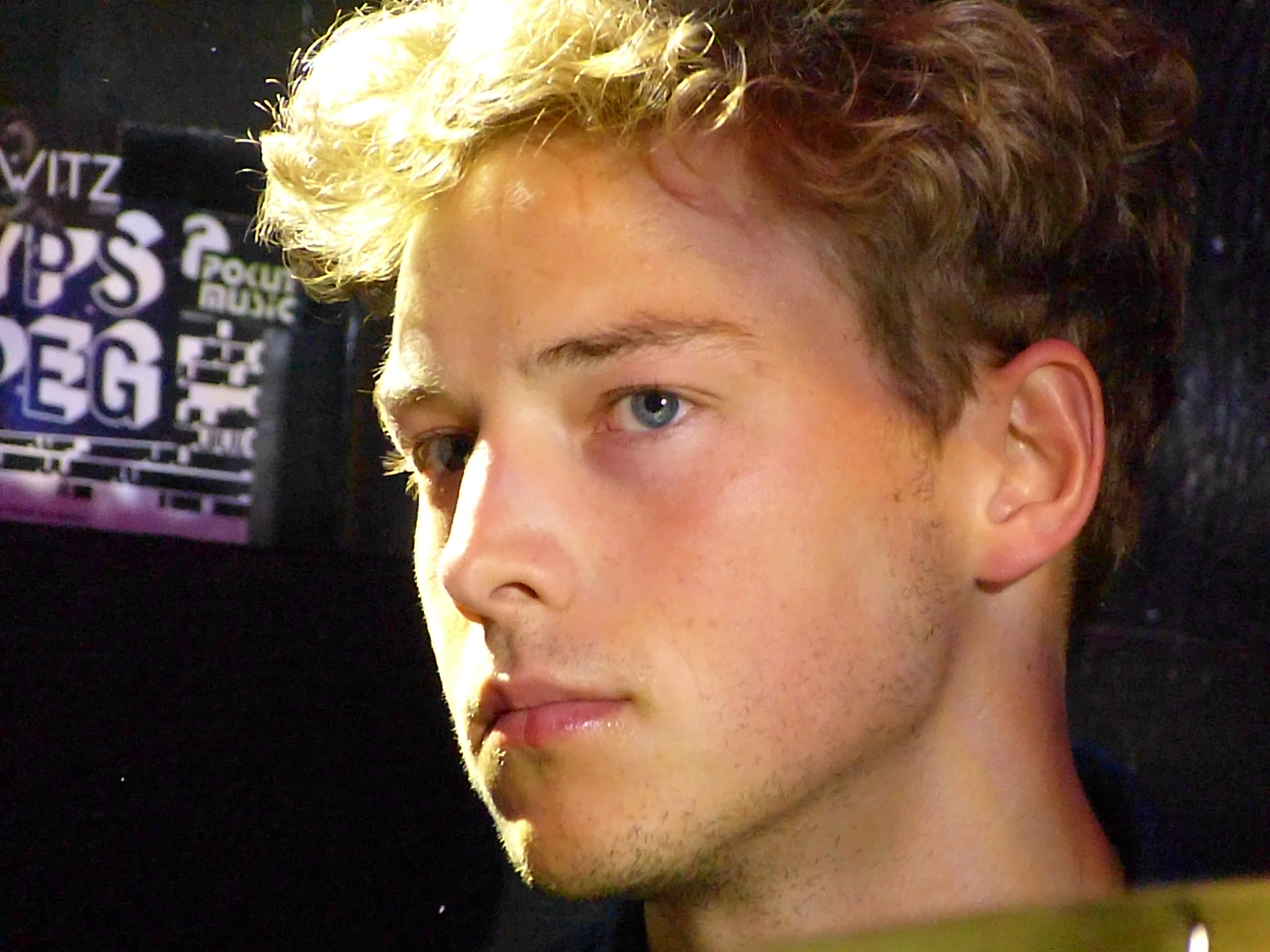
Fabian Arends (2016 im ARTheater)

Fabian Arends (* 16. März 1990 in Friesoythe) ist ein deutscher Jazzmusiker (Schlagzeug, Komposition).

## Leben und Wirken
Arends wurde als Schlagzeuger während der Schulzeit in der Big Band des Albertus-Magnus-Gymnasiums in Friesoythe und durch die Big Band Bösel gefördert. Von 2007 bis 2011 gehörte er dem Landesjazzorchester Niedersachsen an; 2012/2013 war er Mitglied des Bundesjazzorchesters unter der Leitung von Jiggs Whigham und Niels Klein. Nach Unterricht bei u. a. Matt Wilson und Marcio Doctor studierte er ab 2010 an der Musikhochschule Köln bei Michael Küttner, Jonas Burgwinkel und Frank Gratkowski.
Arends ist zu hören mit den Gruppen von Simon Seidl, Christoph Möckel, Thomas Rückert, Jason Seizer, Philipp Brämswig, Schmid´s Huhn, Jürgen Friedrichs Reboot, Trumann Doktrin, Makkro und dem Hendrika Entzian Quartett. Außerdem spielte er mit Lee Konitz, Marc Copland, Jacob Anderskov, John Ruocco, Pablo Held, Hubert Nuss u. a. Seit 2014 leitet er sein eigenes Quartett mit Wanja Slavin, Simon Seidl und David Helm; mit Helm und Matthew Halpin bildete er das Projekt Last Chance Dance. Er konzertierte auf Festivals wie JazzBaltica, Elbjazz, dem Moers Festival, dem Audi Jazz Festival, dem Jazzfest Bonn und dem Literatur- und Poesiefestival Bad Homburg (mit dem Hubert Nuss Trio). Er ist seit 2018 außerdem Mitglied des Quartetts von Fabian Dudek (Distant Skies, We Dream 2024), seit 2020 des Philipp Schiepek Quartetts (zusammen mit Jason Seizer und Matthias Pichler). Zu hören ist er u. a. auch auf Reza Askaris Album Magic Realism (2020), Jürgen Friedrichs Album Semi Song (2022) und dem Album der Formation Letters from Nowhere um Clara Vetter (2023).

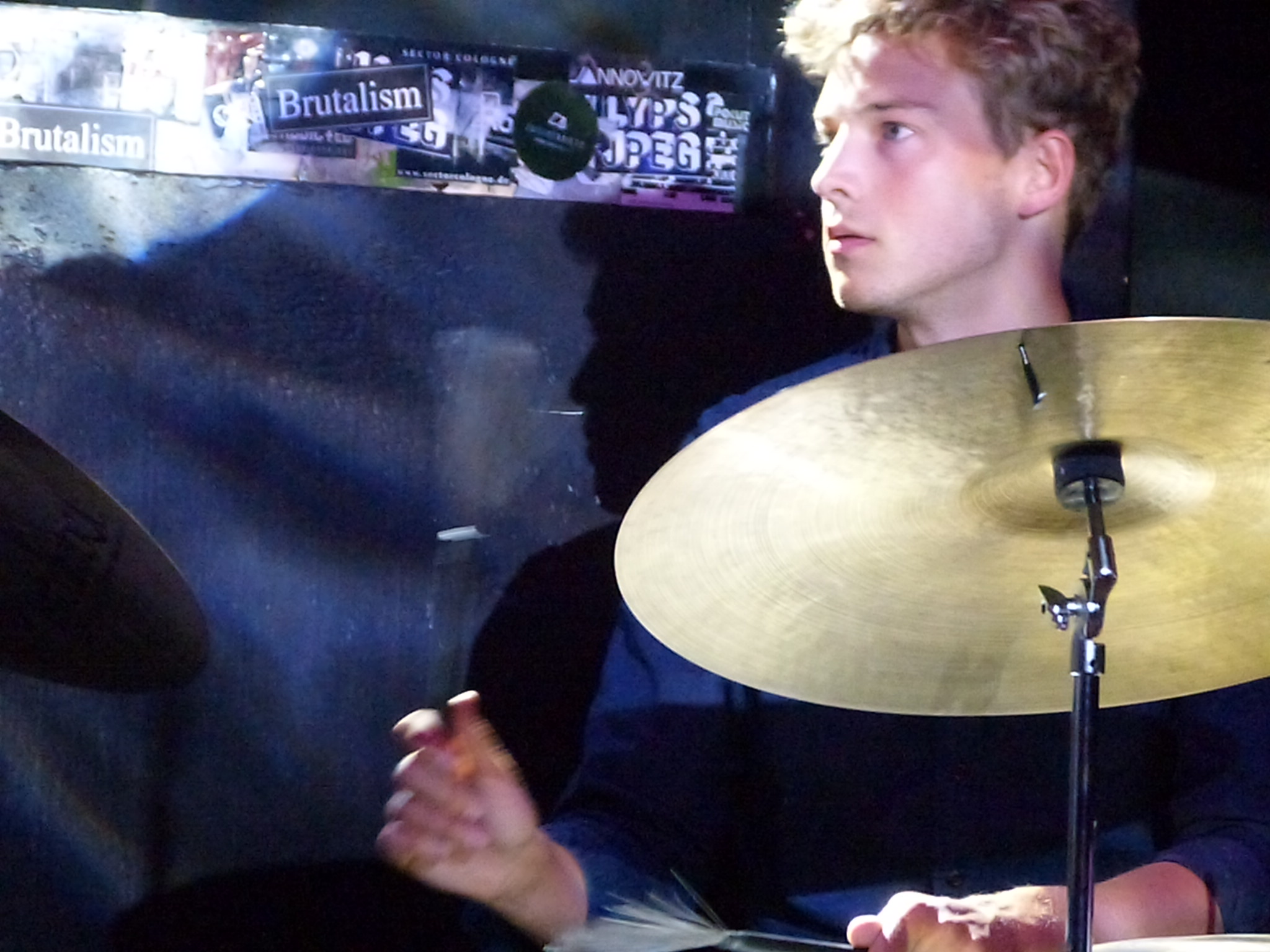
Fabian Arends (2015 im ARTheater)

Arends lebt in Köln. Seit 2016 hat er einen Lehrauftrag für Jazz-Schlagzeug an der Staatlichen Hochschule für Musik und Darstellende Kunst Stuttgart.

## Diskografische Hinweise
- Thomas Rückert Trio Meera (Double Moon Records 2013, mit Reza Askari)
- Trumann Doktrin Impuls (Fuhrwerk 2014, mit Simon Seidl, Reza Askari)
- Florian Ross Quintett Lines & Crosscurrents (Toypiano Records 2015, mit Niels Klein, Markus Segschneider, David Helm)
- Jason Seizer Cinema Paradiso (Pirouet Records 2015, mit Pablo Held, Matthias Pichler)
- MAKKRO .why  (Klaeng Records 2016, mit Janning Trumann, Christian Lorenzen, Oliver Lutz, David Helm, Thomas Sauerborn)
- Levitate (Klaeng Records 2017, mit Wanja Slavin, Simon Seidl und David Helm)[7]
- Fabian Arends/David Helm Fosterchild (Tangible Music 2019, mit Kasper Tranberg, Sebastian Gille, Simon Nabatov, Philip Zoubek, sowie Bastian Stein, Elisabeth Coudoux, Theresia Philipp, Leonhard Huhn, Christoph Möckel)
- Fractures (Klaeng 2022, mit Shannon Barnett, Philip Zoubek, Radek Stawarz, David Helm)[8]